# Imre Gedővári
Imre Gedővári (ur. 1 lipca 1951 w Budapeszcie, zm. 22 maja 2014 tamże) – węgierski szermierz, szablista, trzykrotny medalista olimpijski i wielokrotny medalista mistrzostw świata.
Na igrzyskach olimpijskich w Montrealu w 1976 roku był czwarty drużynowo i siódmy indywidualnie. Podczas rozgrywanych cztery lata później igrzysk olimpijskich w Moskwie reprezentacja Węgier w składzie: Imre Gedővári, Pál Gerevich, Ferenc Hammang, Rudolf Nébald i György Nébald zdobyła brązowy medal w turnieju drużynowym. Indywidualnie także zajął trzecie miejsce, plasując się za reprezentantami ZSRR: Wiktorem Krowopuskowem i Michaiłem Burcewem. Brał również udział w igrzyskach olimpijskich w Seulu w 1988 roku, gdzie György Nébald, Bence Szabó, Imre Bujdosó, Imre Gedővári i László Csongrádi zdobyli drużynowo złoty medal. W rywalizacji indywidualnej był tym razem piętnasty.
Podczas mistrzostw świata w Grenoble w 1974 roku wspólnie z Pálem Gerevichem, Péterem Marótem, Attilą Kovácsem i Tamásem Kovácsem zdobył brązowy medal w zawodach drużynowych. W tej samej konkurencji zdobywał następnie złote medale podczas mistrzostw świata w Hamburgu (1978), mistrzostw świata w Clermont-Ferrand (1981) i mistrzostw świata w Rzymie (1982), srebrne na mistrzostwach świata w Budapeszcie (1975) i mistrzostwach świata w Wiedniu (1983) oraz brązowe na mistrzostwach świata w Buenos Aires (1977) i mistrzostwach świata w Barcelonie (1985).
W latach 1980–1984, 1987 i 1988 zdobywał tytuły indywidualnego mistrza Węgier.
Po zakończeniu kariery był sekretarzem generalnym Węgierskiej Federacji Szermierki w latach 1989-1991, a w 1991-1996 był prezydentem klubu Újpesti TE.

## Starty olimpijskie
Moskwa 1980
- szabla indywidualnie i drużynowo -  brąz

Seul 1988
- szabla drużynowo -  złoto